# Leverano Malvasia Bianca
Il Leverano Malvasia Bianca è un vino DOC la cui produzione è consentita nella provincia di Lecce.

## Caratteristiche organolettiche
- colore: giallo paglierino più o meno carico
- odore: vinoso caratteristico
- sapore: asciutto, fresco, armonico, caratteristico

## Produzione
Provincia, stagione, volume in ettolitri
- nessun dato disponibile